# Черфас, Борис Иосифович
Борис Ио́сифович Че́рфас (30 июля 1895, Херсон — 11 мая 1970, Москва) — советский биолог, ихтиолог-рыбовод, учёный и педагог, один из основателей первой в СССР высшей рыбохозяйственной школы. Доктор биологических наук, профессор.

## Биография
Родился 30 июля 1895 года в г. Херсон. В 1925 окончил Сельхозакадемию им. К. А. Тимирязева в Москве.
С 1935 по 1968 профессор Московского технического института рыбной промышленности и хозяйства им. А. И. Микояна (Мосрыбвтуз), зав. кафедрой «Рыбоводство в естественных водоёмах».
Организатор и бессменный руководитель кафедры рыбоводства в естественных водоёмах в Мосрыбвтузе. Им разработаны научные основы нового направления в рыбоводстве — рыбоводство в естественных водоёмах. Автор более 50-и научных публикаций по вопросам рыбоводства, в том числе первого в мире учебника «Рыбоводство в естественных водоёмах» (1940), по которому учились многие поколения рыбоводов.
Организатор и руководитель исследований по проблемным вопросам в области рыбоводства: разработке методов научного рыбохозяйственного исследования озёр, прудового рыбоводства, воспроизводства запасов промысловых рыб южных морей (в частности, черноморского лосося), реконструкции рыбного хозяйства СССР в связи с гидростроительством, освоения водохранилищ и др.
Экспертная и консультационная работа по широкому кругу практических вопросов рыбоводства в качестве: главного специалиста по рыбоводству в Союзрыбе (1930—1931), главного специалиста Главрыбвода по рыбоводству и рыболовству (с 1940), председателя сырьевой секции Технического совета при Министерстве рыбной промышленности СССР (с 1944), члена Бюро Ихтиологической комиссии АН СССР и Министерства рыбной промышленности СССР.
Умер в 1970 году. Похоронен на Пятницком кладбище.
Награды
- Орден «Знак Почёта» (1939)
- Орден Ленина (1951)
- Различные медали

## Избранные публикации
- Черфас, Б. И. Основы рационального озерного хозяйства. — Москва : Всесоюзное кооперативное объединенное издательство, 1934. — 109 с.
- Черфас, Б. И. Рыбоводство в естественных водоемах: учебник для вузов рыбной промышленности (3-е издание): допущено Министерством высшего образования СССР. — Москва : Пищепромиздат, 1956. — 468 с.